# 네크론

조립과 도색이 완료된 네크론 워리어의 미니어처

네크론(영어: Necron)은 게임즈 워크숍의 테이블탑 미니어처게임인 워해머 40,000에 등장하는 외계종족이다. 이들은 철로 된 해골과 같은 형상을 하고있으며, 워해머 40,000 세계의 긴 역사속에서도 그다지 알려진 바가 없는 고대 종족이다. 네크론은 살아있는 자라면 종족을 가리지 않고 혼을 가져가는 두려운 존재며, 강력한 가우스 기술을 적용한 무기를 사용한다.

## 제작 과정
처음에 네크론은 네크론 레이더즈라는 이름으로 워해머 40,000에 사용될 수 있는 미니어처 모델로 등장했다. 이 네크론에 대한 규칙은 게임즈 워크숍의 잡지인 와이트 드워프 216호에 처음 등장했다. 처음 출시되었을 때엔 "네크론 워리어" 와 "스캐럽" 모델에만 규칙이 만들어졌고, "네크론 워리어" 모델들은 "가우스-플레이어 총"으로 무장되었다. 하지만 이 규칙들이 처음 공개된지 얼마 지나지 않아 유닛 목록이 추가되었고, 새로이 "네크론 로드"와 "네크론 디스트로이어"가 추가되었다. 처음 생겼을 때 네크론 로드는 "빛의 지팡이"를 무장하고 있었고 네크론 디스트로이어는 "가우스 캐논"을 장비했었다. 처음 출시된 네크론 미니어처들은 시중에 팔리고 있던 플라스틱제와 달리 전부 철제였다.
그 후에도 새로운 유닛들이 네크론에 추가되었고, 2002년 8월에 최초로 종족 전용 룰북인 네크론 코덱스가 출시되었다. 이 코덱스는 상세한 네크론의 역사와 배경 이야기를 제공했으며, 그들의 긴 역사덕에 워해머 40,000 세계의 역사 역시 수백만년 이상 연장되었다. 이 코덱스에는 완성된 아미 리스트도 제공되었으며, 규칙 역시 새로운 유닛들에 맞춰 대폭 수정되었다. 이때 새로 추가된 유닛들은 "플레이드 원(영어: Flayed Ones)", "퍼라이어(영어: Pariahs)", "레이스(영어: Wraiths)", "헤비 디스트로이어(영어: Heavy Destroyer)", "모노리스(영어: Monolith)", "크'탄(영어: C'tan)"이다. 이 새 미니어처들은 코덱스의 출시와 함께 발매되었다. 또한 새로 출시된 "네크론 워리어" 와 "네크론 디스트로이어" 모델들은 더 이상 철제가 아닌 플라스틱제로 출시되었다. 이 출시는 게임즈 워크숍에게 있어서도 특별한 일이었는데, 그 이유는 이 박스 세트가 최초로 폴리스타이렌재질의 투명한 부품을 사용한 상품이었기 때문이다. 이 녹색의 투명한 플라스틱 막대들은 네크론의 가우스 무기를 표현하기 위해 사용되었다.

## 같이 보기
- 오크
- 엘다
- 임페리얼 가드
- 스페이스 마린
- 인류의 황제
- 워해머 40,000